# Ефремовка (Ростовская область)
Ефремовка — село в Неклиновском районе Ростовской области.
Входит в состав Фёдоровского сельского поселения.

## География

### Улицы
| - ул. Донская, - ул. Дружбы, - ул. Заречная, - ул. Мира, - ул. Молодёжная, - ул. Новостройка, - ул. В. В. Овечкина, | - ул. Октябрьская, - ул. Первомайская, - ул. Садовая, - ул. Советская, - ул. Социалистическая, - ул. Транспортная, - ул. Хорошилова. |

## История
Слобода Ефремовка была основана в 1853 году. Она расположена на расстоянии 40 километров от Таганрога. Территория Ефремовки Таганрогского округа была изначально заселена крепостными крестьянами, принадлежащими помещице Платовой. Они были переселены на эти земли из Даниловки Усть-Медведицкого округа области войска Донского. Название слобода получила в честь своей хозяйки — Анны Стефановны Платовой, в девичестве — Ефремовой. Слобода Ефремовка соседствовала с многими объектами: слободой Федоровкой, посёлком Васильево-Ханжоновским, посёлком Ивановским, слободой Греково-Тимофеевой. Слобода была расположена вдоль левого берега реки Мокрый Еланчик. Ефремовские крестьяне не считались бедняками, так как в начале существования слободы жили весьма зажиточно. Помещица относилась к крестьянам терпимо: они, видя это, определённую часть времени трудились на себя, постепенно обустраивая свой быт. Когда крепостное право было отменено, помещица предложила своим бывшим крепостным купить землю, на которой они работали и жили — но те отказались. Почему-то большая часть крестьян считала, что земля и так должна перейти в их собственность. Лишь совсем небольшое количество людней согласилось на эту сделку. Спустя время банк купил собственность графини Платовой и перепродал её немцам. Так цена на аренду земли была повышена, многие крестьяне стали бедствовать и жалеть о своем отказе. Занимались они в основном земледелием.

## Население
| 2010 |
| ---- |
| 993  |

### Известные уроженцы
- Титовский, Роман Митрофанович (1907—1976) — полный кавалер ордена Славы[3].
- Руденко Александр Антонович (1934 - 2016) - публицист, корреспондент, Ветеран Труда